# SpaceX第三次星艦軌道試飛任務
第三次星艦軌道試飛任務（IFT-3）是SpaceX的第三次星艦全系統聯合發射測試飛行，于UTC时间2024年3月14日13:25发射升空，此次飛行進行了第二節星艦的內部燃料轉移、載荷艙門開關以及再入大氣層，原定的真空發動機點火則因滾轉速率過高而沒進行。

## 發射載具BS1028

#### B10
超重型助推器B10於2023年3月完主體組裝，並擁有和B9一樣的電動系統。同年7月19日進行了低溫驗證測試。9月10日，B10在推力模擬器支架上被移至梅西測試場，並在三天後進行低溫測試。12月29日完成靜態點火測試。B10在熱分離(Hot-Staging)後成功點火減速，但在濺落墨西哥灣時因出現不正常擺動造成發動機無法正常點火，導致B10於墨西哥灣上空約462米解體。
調查後認為發動機未能正常點火是因向發動機液氧過濾器堵塞，導致發動機氧氣渦輪泵的入口壓力損失，並使助推器的著陸點火(Landing Burn)推力低於預期，因而導致速度過快而解體。

#### S28
星艦S28於2023年7月進行了低溫測試，而後被放置於引擎安裝台上，並於8月18日開始安裝引擎。2023年11月23日S28和S30被一起轉移至High Bay中進行TPS(熱保護系統-Thermal protection System)安裝作業，12月20日完成靜態點火測試。S28升空後成功進行熱分離(Hot-Staging)並且進入預定軌道，進行了艙內燃料轉移、載荷艙艙門開關及再入大氣層，原定的真空發動機點火則因滾轉速率過高而沒進行。星艦最終傳回數據的時間約為發射後49分39秒，而後可能因黑障或星艦解體導致失去訊號，最後因時間過長，技術團隊推斷星艦S28已於空中解體。
調查後認為，是因負責滾動控制的閥門堵塞，導致失去控制姿態的能力，而使保護區域和非受保護區域加熱程度都比預期的要大得多，並可能造成星艦過熱而解體。

## 任務進程

#### 2023年
- 11月18日，FAA表示IFT-2任務未造成人員傷亡或公共財損的事件[7]，並且將監督SpaceX進行事故調查及報告[8]。
- 11月19日，Elon Musk表示發射台在發射後狀況良好無需整修[9]，並且IFT-3發射硬件可在接下來3至4周內準備完畢[10]。
- 12月7日，SpaceX確認S28及B10為此次飛行的載具[11]。
- 12月20日，S28完成靜態點火測試[12][13]，6台猛禽引擎(3台真空版、3台海平面版)皆工作正常[5]。
- 12月29日，B10完成靜態點火測試[14]，並且33台猛禽引擎皆工作正常，無提前熄火[15]。

#### 2024年
- 1月27日，S28被運回組裝線上[16]，並被放置於引擎安裝台上[17]。
- 1月31日，S28更換了至少1具猛禽引擎[18]。
- 2月10日，B10和S28完成首次堆疊，並成為SpaceX的第4組星艦軌道發射載具。[19]
- 2月12日，Elon Musk稱次飛行將在3周內(2月中~3月初)發射[20]。
- 2月14日，BS1028的首次濕式彩排(Wet Dress Rehearsal-WDR)因不明原因終止[21][22]。
- 2月16日，BS1028第二次濕式彩排同樣因不明原因終止[23]。
- 2月18日，S28從B10上卸下並放到運輸載具上[24]。
- 2月19日，S28被放置於亞軌道發射台上，預計將再次進行靜態點火[25]。
- 2月19日，B10從發射台上卸下並放置運輸載具上[26]。
- 2月20日，B10抵達Mega Bay並被放置到引擎安裝台3上進行飛行前檢查[27]。
- 2月26日，S28完成了渦輪旋轉測試[28]。
- 2月27日，FAA表示完成IFT-2的調查，並提出17點的改進事項[29]。
- 2月28日，B10重回發射塔並被放置於發射台上[30]。
- 3月1日，S28重新被堆放於B10上[31]。
- 3月4日，BS1028成功完成濕式彩排(WDR)[32]。
- 3月5日，S28從B10上卸下等待安裝飛行終止系統(Flight Termination System-FTS)[33]。
- 3月13日，FAA正式授予SpaceX發射許可證[34]。
- 3月14日，UTC時間13點25分，星艦BS1028成功離開發射台，並且順利完成熱分離以及超重型助推器B10的返程點火和星艦S28大部分的測試。B10在濺落前因不正常擺動造成發動機未能正常點火，導致不正常擺盪及速度過快因而解體。S28最後回傳數據高度約為65公里，速度約為25724(或25707)公里每小時，應為在再入大氣層時解體[35][2]。
- 3月14日，FAA認定此次飛行發生事故，將監督SpaceX進行事故調查[36]。
- 5月23日，SpaceX發布此次的事故總結[6]。

## 發射程序
SpaceX於2024年3月14日13:25UTC發射IFT-3。(原定為12:30UTC，因限制海域有船隻闖入而延後約1小時。)
| 預定時間   | 發射程序                                                        | 實際時間   | 備註       |
| ---------- | --------------------------------------------------------------- | ---------- | ---------- |
| T-01:15:00 | 發射總監進行各部門投票決定是否開始加註推進劑                    | T-01:01:XX |            |
| T-00:53:00 | 星艦S28液態氧(Liquid Oxygen)開始裝載                            | T-00:51:XX |            |
| T-00:51:00 | 星艦S28液態甲烷(Liquid methane)開始裝載                         | T-00:51:XX |            |
| T-00:42:00 | 超級重型助推器B10液態氧(Liquid Oxygen)開始裝載                  | T-00:45:XX |            |
| T-00:41:00 | 超級重型助推器B10液態甲烷(Liquid Methane)開始裝載               | T-00:45:XX |            |
| T-00:19:40 | 助推器B10及星艦S28猛禽發動機開始預冷(Engine Chill)              | T-00:16:XX |            |
| T-00:03:30 | 助推器B10液態甲烷及液態氧(Liquid Oxygen)加注完成                | T-00:03:XX |            |
| T-00:02:50 | 星艦S28液態甲烷及液態氧(Liquid Oxygen)加注完成                  | T-00:03:XX |            |
| T-00:00:30 | 發射總監確認是否進行發射                                        | T-00:00:32 |            |
| T-00:00:10 | 火焰偏轉器(水冷鋼板)啟動                                        | T-00:00:05 |            |
| T-00:00:03 | 助推器B10猛禽發動機開始啟動程序                                 | T-00:00:03 |            |
| T+00:00:00 | 無特別程序，等待所有發動機增加至指定推力                        | N/A        |            |
| T+00:00:02 | 升空                                                            | T+00:00:02 |            |
| T+00:00:52 | 達最大動壓點(Max-Q)                                             | T+00:00:57 |            |
| T+00:02:42 | 助推器B10大部分猛禽發動機關機(MECO-Most Engines Cut Off)        | T+00:02:42 |            |
| T+00:02:44 | 熱分級Hot-Staging開始，星艦S28上的猛禽發動機啟動，脫離助推器B10 | T+00:02:48 |            |
| T+00:02:55 | 助推器B10返程點火推進開始                                       | T+00:02:52 |            |
| T+00:03:50 | 助推器B10返程點火推進結束                                       | T+00:03:48 |            |
| T+00:06:36 | 助推器B10減速至跨音速                                           | T+00:06:56 |            |
| T+00:06:46 | 助推器B10著陸點火(Landing Burn)推進開始                         | T+00:05:54 | 未正常點火 |
| T+00:07:04 | 助推器B10著陸點火(Landing Burn)推進結束(助推器B10濺落墨西哥灣)  | N/A        |            |
| T+00:08:35 | 星艦S28上的猛禽發動機關機，開始沿低地球軌道(LEO)飛行            | T+00:08:35 |            |
| T+00:11:56 | 星艦S28載荷艙艙門打開                                           | T+00:16:XX |            |
| T+00:24:31 | 星艦S28上儲罐與主儲罐液態燃料轉移測試                           | T+00:27:XX |            |
| T+00:28:21 | 星艦S28載荷艙艙門關閉                                           | T+00:28:32 |            |
| T+00:40:46 | 星艦S28在軌猛禽發動機開機測試                                   | N/A        | 未能執行   |
| T+00:49:05 | 星艦S28再入大氣層                                               | T+00:46:14 | 最終解體   |
| T+01:02:16 | 星艦S28減速至跨音速                                             | N/A        |            |
| T+01:03:04 | 星艦S28減速至亞音速                                             | N/A        |            |
| T+01:04:04 | 星艦S28濺落(無點火減速)印度洋                                   | N/A        |            |

（由于星舰S28于再入过程中解体，00:49:05之后的阶段全部未能执行）

## 發射資訊
| 發射時間                | 軌道         | 原型序號 | 現狀                         | 發射地點     | 降落地點 | 試飛時間   | 最高高度          | 結果                  |
| ----------------------- | ------------ | --- | ---------------------------- | ------------ | -------- | ---------- | ----------------- | --------------------- |
| 2024年3月14日13:25(UTC) | 跨大氣層軌道 | S28 | 成功升空，于再入过程中解体   | 德州博卡奇卡 | 印度洋   | 約49分39秒 | 約234km (145.4mi) | 在再入的过程中解体    |
| 2024年3月14日13:25(UTC) | 跨大氣層軌道 | 此次飛行進行艙內燃料傳輸、載荷艙門開關測試以及在軌減速再入大氣層，發動機真空啟動則因滾轉速率過高未能進行。S28最終傳回數據高度約65公里，速度約25724(或25707)公里每小時，而後星艦失聯。調查後認為，是因負責滾動控制的閥門堵塞，導致失去控制姿態的能力，而使保護區域和非受保護區域加熱程度都比預期的要大得多。 |                              |              |          |            |                   |                       |
| 2024年3月14日13:25(UTC) | 跨大氣層軌道 | B10 | 成功升空并分离，於濺落前解體 | 德州博卡奇卡 | 墨西哥灣 | 約6分59秒  | 約106km (65.8mi)  | 在约 462 米的高度解体 |
| 2024年3月14日13:25(UTC) | 跨大氣層軌道 | B10與S28進行熱分離(Hot-Staging)後成功點火減速，最後因不正常擺動導致發動機未能正常點火而在高度约 462 米解体。調查後認為發動機未能正常點火是因向發動機液氧過濾器堵塞，導致發動機氧氣渦輪泵的入口壓力損失，並使助推器的著陸點火(Landing Burn)推力低於預期。                                                    |                              |              |          |            |                   |                       |